# Campeonato Mundial de Escalada de 2005
El VIII Campeonato Mundial de Escalada se celebró en Múnich (Alemania) entre el 1 y el 5 de julio de 2005 bajo la organización de la Federación Internacional de Escalada Deportiva (IFSC) y la Federación Alemana de Deportes de Escalada.

## Medallistas

### Masculino
| Evento     | Oro                            | Plata                       | Bronce                   |
| ---------- | ------------------------------ | --------------------------- | ------------------------ |
| Dificultad | Tomáš Mrázek · República Checa | Patxi Usobiaga · España     | Alexandre Chabot Francia |
| Velocidad  | Yevgueni Vaitsejovski · Rusia  | Maxym Stienkovy · Ucrania   | Serguei Sinitsyn · Rusia |
| Bloques    | Salavat Rajmetov · Rusia       | Kilian Fischhuber · Austria | Gérôme Pouvreau Francia  |

### Femenino
| Evento     | Oro                       | Plata                           | Bronce                                     |
| ---------- | ------------------------- | ------------------------------- | ------------------------------------------ |
| Dificultad | Angela Eiter · Austria    | Emily Harrington Estados Unidos | Akiyo Noguchi Japón                        |
| Velocidad  | Olena Riepko · Ucrania    | Valentina Yurina · Rusia        | Edyta Ropek · Polonia                      |
| Bloques    | Olga Shalaguina · Ucrania | Yuliya Abramchuk · Rusia        | Věra Kotasová-Kostruhová · República Checa |

## Medallero
| Núm. | País            | Oro | Plata | Bronce | Total |
| ---- | --------------- | --- | ----- | ------ | ----- |
| 1    | Rusia           | 2   | 2     | 1      | 5     |
| 2    | Ucrania         | 2   | 1     | 0      | 3     |
| 3    | Austria         | 1   | 1     | 0      | 2     |
| 4    | República Checa | 1   | 0     | 1      | 2     |
| 5    | España          | 0   | 1     | 0      | 1     |
| 5    | Estados Unidos  | 0   | 1     | 0      | 1     |
| 7    | Francia         | 0   | 0     | 2      | 2     |
| 8    | Japón           | 0   | 0     | 1      | 1     |
| 8    | Polonia         | 0   | 0     | 1      | 1     |
|      | TOTAL           | 6   | 6     | 6      | 18    |